# Tawin Mahajindawong
Tawin Mahajindawong (thailändisch ธาวิน มหจินดาวงษ์, * 9. März 1998) ist ein thailändischer Fußballspieler.

## Karriere
Tawin Mahajindawong erlernte das Fußballspielen in der Jugendmannschaft des Oud-Heverlee Löwen im belgischen Löwen. Im Januar 2020 wechselte er in sein Heimatland. Hier schloss er sich dem Port FC an. Der Verein aus der thailändischen Hauptstadt Bangkok spielt in der höchsten Liga des Landes, der Thai League. Sein Erstligadebüt gab er am letzten Spieltag der Saison 2020/21 im Auswärtsspiel gegen den Nakhon Ratchasima FC. Hier wurde er in der 87. Minute für Charyl Chappuis eingewechselt. Nach der Hinrunde 2021/22 wechselte er Anfang Januar 2022 auf Leihbasis zum Zweitligisten Customs Ladkrabang United FC. Für den Hauptstadtverein absolvierte er 16 Zweitligaspiele. Nach der Ausleihe kehrte er zu Port zurück. Hier wurde sein Vertrag im Sommer 2022 nicht verlängert.